# Wjatscheslaw Iwanowitsch Polunin

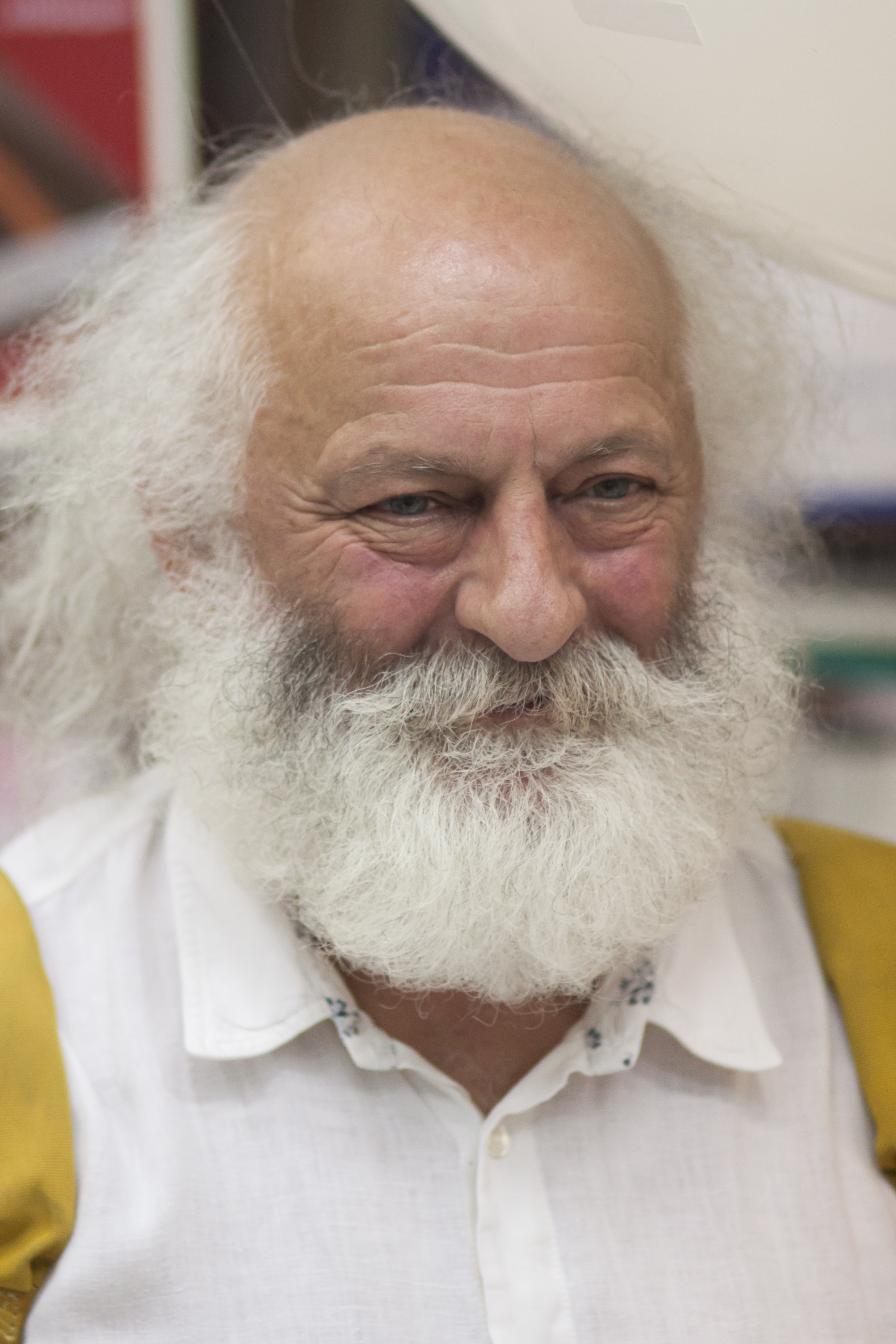
Wjatscheslaw Polunin

Wjatscheslaw Iwanowitsch „Slawa“ Polunin (Russisch: Вячеслав Иванович (Слава) Полунин; * 12. Juni 1950 in Nowosil, Oblast Orjol, Russische SFSR, Sowjetunion, heute Russland) ist ein russischer Clown. Er erlangte durch Shows wie Asisyai-revue, Diabolo (mit Terry Gilliam und Michail Schemjakin) und vor allem Slava’s Snowshow internationale Bekanntheit.

## Biographie
Wjatscheslaw Polunin hatte ein Ingenieursstudium in Leningrad begonnen, bevor er später einen Abschluss im Leningrader Institut für sowjetische Kultur machte. 1979 gründete Polunin eine Clown-Schule. Sein erster Auftritt im Fernsehen, der zum Neujahrsprogramm 1981 stattfand, machte ihn zur nationalen Berühmtheit. 1985 berief er eine Clown-Konferenz in Moskau ein. 1987 organisierte Polunin ein Festival für Straßentheater in der UdSSR.
Im Jahr 1989 organisierte Polunin eine Friedenskarawane, bei der Künstler aus allen Teilen der Welt von Moskau nach Paris reisten, um Straßen-Aufführungen zu gestalten. Um Geld für die von ihm gegründete Akademie der Narren zu sammeln, beschloss Polunin einige kommerzielle Shows im Westen zu geben, deren bekannteste Slava’s Snowshow wurde. Seit der Premiere in Russland 1993 wurde die Show in 50 Ländern gezeigt. Im Jahr 1994 sah der damalige Direktor des Cirque du Soleil, Gilles Ste-Croix, die Show und lud Slawa daraufhin ein, Teile der Show in die Cirque-du-Soleil-Show Alegría zu integrieren, was 1995 auch geschah.

## Preise (Auswahl)
- 1999 – Triumph Lifetime Achievement Award, Moskau
- 1998 – Best Entertainment, Laurence Olivier Award, London
- 1998 – Bester Komödiant, Gold Ostapt, St. Petersburg
- 1996 – Liverpool Echo Best Touring Production Award, Liverpool
- 1996 – Festival Critics Award, Edinburgh
- 1996 – The Herald Angel Award, Glasgow
- 1995 – International Clown Festival Golden Nose Prize, Barcelona
- 1994 – Time Out Award, London